# Robert Swartelé
Robertus Carolus (Robert) Swartelé (Gent, 22 juni 1900 - Zelzate, 7 november 1967) was een Belgische roeier.

## Loopbaan
Swartelé begon in 1922 met roeien. In 1924 nam hij met een gemengde Gentse ploeg deel aan de Olympische Spelen in Parijs. Ze werden uitgeschakeld in de herkansingen van de eerste ronde. In 1925 werd hij met de vier met stuurman van  zijn club Sport Nautique de Gand voor het eerst Belgisch kampioen.
Swartelé nam verschillende keren deel aan de Europese kampioenschappen. Op de kampioenschappen  van 1926 in Luzern haalde Swartelé een bronzen medaille met de acht van zijn club. Een jaar later behaalde hij in Como een bronzen medaille op de vier met stuurman. Zijn jongere broer Maurice was in beide gevallen zijn ploeggenoot. 

## Palmares

### twee met stuurman
- 1928:  BK in Langerbrugge

### vier zonder stuurman
- 1926:  BK in Langerbrugge
- 1932:  BK in Humbeek - 7.06,2
- 1933:  BK in Humbeek

### vier met stuurman
- 1925:  BK in Vilvoorde
- 1926:  BK in Langerbrugge
- 1927:  BK in Langerbrugge
- 1927:  EK in Como
- 1931:  BK in Langerbrugge - 6.59
- 1932:  BK in Humbeek - 7.13
- 1933:  BK in Humbeek

### acht
- 1924:  BK in Vilvoorde
- 1924: 4e in herkansing eerste ronde OS in Parijs
- 1926:  BK in Langerbrugge
- 1926:  EK in Luzern
- 1927:  BK in Langerbrugge
- 1930:  BK in Luik - 6.10
- 1931:  BK in Langerbrugge - 6.28